# Rue Saint-Pholien
La rue Saint-Pholien est une artère du quartier d'Outremeuse à Liège en Belgique (région wallonne). 

## Histoire
Sur un plan de 1737 réalisé par Christophe Maire, l'artère y est répertoriée comme la rue Saint-Pholien. Elle prit plus tard le nom de rue Derrière-Saint-Pholien avant de reprendre en 1863 son nom initial. L'ancienne église Saint-Pholien était alors orientée différemment d'où l'ancienne dénomination de la rue. Dès le début du XXe siècle, la rue Saint-Pholien supplante au niveau du trafic la très vieille chaussée des Prés et permet une partie de la traversée d'Outremeuse entre les ponts des Arches et d'Amercœur. Il est à noter qu'au bout de la rue, le boulevard de l'Est et le boulevard de la Constitution étaient des bras secondaires de la Meuse (biez de Saucy et du Barbou). Ils furent définitivement comblés en 1876.

## Odonymie
La rue rend hommage à Feuillen de Fosses (orthographié aussi Foillan, Foilan, Folien ou Pholien), un moine irlandais du VIIe siècle, missionnaire en Belgique et fondateur de l’abbaye de Fosses-la-Ville. C'est un saint des Églises chrétiennes célébré le 31 octobre.

## Description
Cette large rue plate et rectiligne relie le pont des Arches à la place de l'Yser. La partie de la rue menant au pont des Arches a pris le nom de place Saint-Pholien. L'église Saint-Pholien occupe toute la partie nord de la rue.

## Voiries adjacentes
- Place Saint-Pholien
- Rue des Écoliers
- Boulevard de l'Est
- Boulevard de la Constitution
- Place de l'Yser
- Rue Ernest de Bavière